# 德里克·肖万
德里克·迈克尔·肖万（英語：Derek Michael Chauvin，/ˈʃoʊvən/ SHOH-vən，1976年3月19日—）是美国前警官，因涉嫌串謀在明尼苏达州明尼阿波利斯杀害乔治·弗洛伊德，被判入獄22年6個月。
在2020年5月25日与其他三名警察进行的逮捕行动中，肖万曾跪在弗洛伊德的脖子上8分46秒，当时弗洛伊德戴着手铐，脸朝下躺在街上，喊着“我无法呼吸”。他于5月26日被明尼阿波利斯警察局解雇，5月29日被捕。这起谋杀案在明尼阿波利斯-聖保羅都會區和美国其他地区掀起了一系列抗议活动，后来蔓延到世界各地。肖万被指控犯有二级非故意谋杀罪、三级谋杀罪和二级过失杀人罪。
他的谋杀案审判于2021年3月8日在明尼苏达州第四司法区法院开始，并于4月20日结束，陪审团裁定他三项罪名成立。在亨内平县法官彼得·A·卡希尔（Peter A. Cahill）接受了检方的动议后，他的保释被撤销。他被关押在橡树园高地最高安全监狱，直到他在6月25日被判刑。2021年5月12日，法院裁定，由于肖万使用了严重的武力，检方可以寻求更长的刑期。2021年6月25日，他被判处22.5年监禁，有可能在服刑三分之二或因二级谋杀罪服刑15年后被监管释放。
蕭文在2001年至2020年期间是明尼阿波利斯警察局的成员，并于2006年毕业于大都会州立大学，获得执法学士学位。

## 早年生活
德里克·肖万出生于1976年3月19日。他具有法裔血統，母親是家庭主婦，父親是註冊會計師。父母在他七歲那年離婚，擁有對他的共同監護權。
肖万曾就讀於明尼蘇達州卡蒂奇格羅夫的派克高中，沒有完成學業，後來獲得了普通教育發展證書（GED證書）。他在達科他郡立技術學院獲得了團體膳食製備證書，隨後在麦当劳及南方地鐵自助餐廳擔任預備廚師。他於1996年至2004年在美國陸軍預備役服役，1996年至2000年期間曾兩次担任軍事警察。在此期間，他還於1995年至1999年就讀於因弗山社區學院，後來轉入大都會州立大學，並於2006年以执法學士學位畢業。

## 谋杀和过失杀人案

### 乔治·弗洛伊德谋杀案
2020年5月25日，肖萬是参与逮捕乔治·弗洛伊德的四名警察之一，弗洛伊德涉嫌在市場上使用偽造的20美元鈔票，肖萬是其他警察的实地訓練教官。附近一家商店的监控录像顯示弗洛伊德并未拒絕逮捕。刑事訴狀称，根据执法记录仪的录像，弗洛伊德站在警车外时反复说他无法呼吸，且拒絕上警車，后来面朝下摔倒在地。當弗洛伊德被戴上手銬並面朝下趴在街道上時，肖萬在弗洛伊德的脖子上以膝蓋壓制了超过九分鐘。肖萬將膝蓋放在弗洛伊德的脖子後，弗洛伊德反复說“我無法呼吸”，“媽媽”和“拜託”（please）。一段時間内，另外兩名警察壓制着弗洛伊德的背。最後兩分鐘內，弗洛伊德一動不動，并已没有脉搏。旁觀者拍攝現場並廣泛傳播該視頻。
事件發生後的第二天，肖萬和其他涉案警察被解職。縱使在某些情況下明尼蘇達州允許警察以膝蓋壓制嫌犯脖子的約束，但是法律專家普遍批評肖萬對這項技巧的使用過於嚴苛。6月23日明尼阿波利斯警察局長梅德里亚·阿拉东多表示，肖万接受过体位性窒息风险方面的培训，並將弗洛伊德的死定義為謀殺。

### 案件審理和判決
2021年4月20日下午，12人陪审团裁定，肖万二级谋杀、三级谋杀和二级过失杀人指控成立。2021年6月25日，肖万被美国明尼苏达地方法院判處22年6個月的監禁。
2021年9月23日，肖萬向明尼斯达州地区法院提出上诉。
2022年7月7日，美国联邦地区法院以逮捕期间“侵犯弗洛伊德公民权利”为由，再判处肖万21年有期徒刑。2023年11月24日，肖万在狱中遭其他犯人刀刺受重伤。

## 个人生活
肖万的前妻凯丽（Kellie）是一名房地产经纪人和摄影师，是一名来自老挝的苗族难民，本姓邵（Thao），曾以熊（Xiong）作为夫姓，与前夫育有孩子，和肖万结婚将近十年，但并无他的孩子。她在2018年的“明尼苏达州夫人”（Mrs. Minnesota）选美比赛中获胜，在肖万因谋杀弗洛伊德被捕的前一天提出离婚申请，离婚于2021年2月最终确定。由于其原姓氏与案发现场的一名亚裔警官Tou Thao相同，曾一度被认为Tou Thao是她的兄弟。

## 延伸阅读
- Radebe, Patrick. . Journal of Black Studies. 2020-12-23, 52 (3): 231–247  [2021-06-28]. S2CID 232124851. doi:10.1177/0021934720983501. （原始内容存档于2021-04-28） （英语）.